# Остштайнбек
Остштайнбек (нім. Oststeinbek) — громада в Німеччині, розташована в землі Шлезвіг-Гольштейн. Входить до складу району Штормарн.
Площа — 11,37 км2. Населення становить 8843 ос. (станом на 31 грудня 2020).